# Albert Beckaert
Albert Beckaert (Moorsele, Wevelgem, 10 de juny de 1910 - Kortrijk, 29 de maig de 1980) va ser un ciclista belga que va córrer entre 1932 i 1939, sent professional els darrers 4 anys. En el seu palmarès destaca la victòria a la Lieja-Bastogne-Lieja de 1936.

## Palmarès
- 1936
  - 1r de la Lieja-Bastogne-Lieja
  - 1r a Deurne
  - 1r del Gran Premi de Wisingues
  - Vencedor d'una etapa al Circuit de l'Oest
- 1937
  - 1r a la París-Brussel·les
  - 1r de la París-Rennes
  - 1r al Circuit de Pas de Calais i vencedor de 2 etapes
  - Vencedor d'una etapa de la París-Niça

### Resultats al Giro d'Itàlia
- 1939. 42è de la classificació general